# La Esperanza kommun, Kuba
Municipio de La Esperanza är en kommun i Kuba.   Den ligger i provinsen Provincia de Villa Clara, i den centrala delen av landet, 250 km öster om huvudstaden Havanna.